# 希米蓋爾
希米蓋爾（波蘭語：Śmigiel，[ˈɕmiɡʲɛl]）是波蘭的一座城市。2004年，有人口5,420人。

## 友好城市
- 法國 讷沙托

52°00′33″N 16°31′07″E / 52.00917°N 16.51861°E